# Política Nacional de Saúde Integral LGBT
A Política Nacional de Saúde Integral LGBT foi criada pelo Ministério da Saúde em dezembro de 2011, e instituída pela Portaria nº 2.836 como uma política inclusiva e em reconhecimento das demandas da população contemplada pelo Programa Brasil sem Homofobia (2004), em consonância com o art. 194 da Constituição Federal de 1988 que diz que 
“a seguridade social compreende um conjunto integrado de ações de iniciativa dos Poderes Públicos e da sociedade, destinadas a assegurar os direitos relativos à saúde, à previdência e à assistência social”.

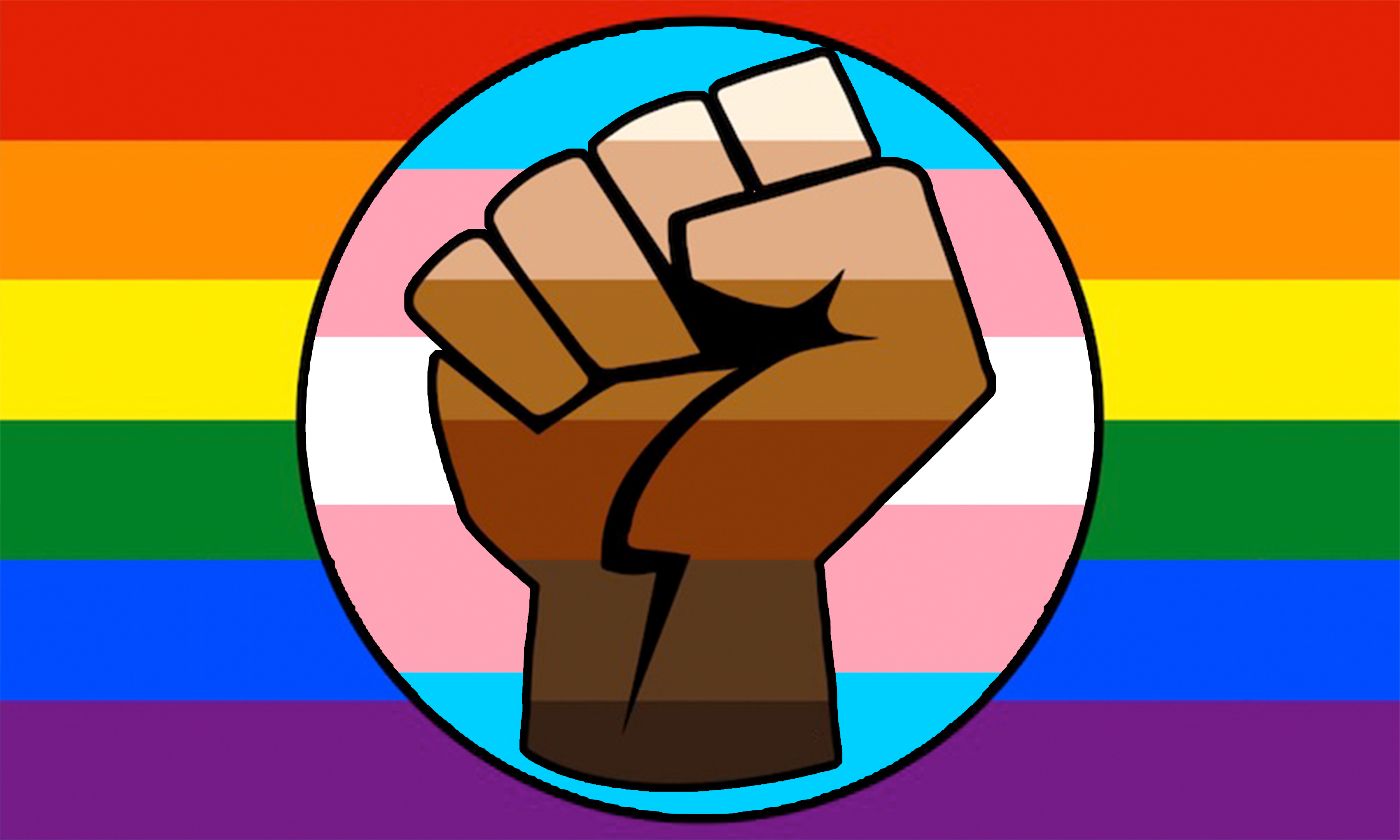

As estratégias de implementação da Política Nacional de Saúde Integral LGBT cabem às instâncias federal, estadual e municipal, por meio de uma articulação intersetorial e transversal de desenvolvimento de políticas públicas.
Cabe esclarecer que a terminologia LGBT faz referência a orientações sexuais, ao passo que a sigla LGBTQIAPN+ engloba também as múltiplas identidades de gênero existentes (algumas delas apenas recentemente tomadas como objeto de estudo) tornando, assim, sua compreensão em âmbito biomédico ainda complexa. Dessa forma, a adoção da sigla LGBT ocorre como um recurso estratégico e didático de comunicação mais ampla com os profissionais da saúde e a própria comunidade. 

## História
Questões de saúde específicas da população LGBT começaram a ter visibilidade na década de 1980, por conta da epidemia de HIV/AIDS, e do estigma sofrido ao serem considerados “grupos de risco” (posteriormente tratados enquanto “grupos com comportamentos de risco” e, finalmente, “grupos chave”).
O reconhecimento da comunidade LGBT nas políticas de saúde se deu, também, pelo surgimento de grupos organizados voltados para o debate destas pautas em âmbito nacional. Em 1978, com a publicação do jornal Lampião da Esquina, surge o SOMOS: Grupo de Afirmação Homossexual, pioneiro da representatividade homossexual no Brasil. A inclusão de travestis e transexuais, com a adoção do T na sigla, ocorreu apenas duas décadas depois, em 1990. 

## Diretrizes da 13ª Conferência Nacional de Saúde (Brasil, 2008)
Por conta de uma demanda da população LGBT por reconhecimento de seus direitos, a orientação sexual e a identidade de gênero passam a ser incorporadas enquanto determinantes de saúde, sobretudo partindo da perspectiva de uma definição ampla desta, de acordo com a Organização Mundial da Saúde (OMS, 1947): 
“um estado de completo bem-estar físico, mental e social e não apenas a ausência de doença”.
Algumas das resoluções da conferência apontam para o desenvolvimento de ações intersetoriais de educação e saúde, a sensibilização de profissionais para questões específicas da comunidade LGBT, a inclusão de orientação sexual e identidade de gênero nos formulários oficiais do SUS, a participação da sociedade civil nos conselhos de saúde, um maior aprimoramento do Processo Transexualizador e a aplicação de protocolos de atendimento voltados exclusivamente para lésbicas e travestis, dentre outras.

## Objetivo
A política de saúde LGBT tem como objetivo a redução das diferenças e exclusão de grupos vulnerabilizados no processo de saúde-doença, além da promoção de uma maior equidade de acesso ao Sistema Único de Saúde – SUS por parte da população, reforçando suas diretrizes de universalidade e integralidade. A participação da sociedade civil na formulação de políticas de saúde adequadas às suas necessidades também faz parte de um projeto de se pensar em saúde de forma ampla e multidisciplinar, de acordo com as formulações das políticas vigentes no modelo de saúde pública brasileiro.
Outros objetivos contemplam o foco na garantia de direitos sexuais e reprodutivos da população LGBT, a garantia de uso do nome social por parte de travestis e transexuais, a oferta de uma atenção integral na rede de serviços do SUS nas infecções sexualmente transmissíveis (IST) e um maior acesso ao Processo Transexualizador pelo SUS, a partir das diretrizes de respeito aos direitos humanos, à diversidade e à promoção de cidadania.